# Inimicus
Inimicus is een geslacht van straalvinnige vissen uit de familie van steenvissen (Synanceiidae). Het geslacht is voor het eerst wetenschappelijk beschreven in 1904 door Jordan & Starks.

## Soorten
- Inimicus brachyrhynchus (Bleeker, 1874)
- Inimicus caledonicus (Sauvage, 1878)
- Inimicus cuvieri (Gray, 1835)
- Inimicus didactylus (Pallas, 1769)
- Inimicus filamentosus (Cuvier, 1829)
- Inimicus gruzovi Mandrytsa, 1991
- Inimicus japonicus (Cuvier, 1829)
- Inimicus joubini (Chevey, 1927)
- Inimicus sinensis (Valenciennes, 1833)
- Inimicus smirnovi Mandrytsa, 1990